# 3222 Liller
A 3222 Liller (ideiglenes jelöléssel 1983 NJ) a Naprendszer kisbolygóövében található aszteroida. Edward L. G. Bowell fedezte fel 1983. július 10-én.